# Verzée
La Verzée est une petite rivière des départements de la Loire-Atlantique et du Maine-et-Loire dans la région Pays de la Loire. C'est un affluent de la rive droite de l'Oudon. Elle est donc un sous-affluent de la Loire par l'Oudon, la Mayenne et la Maine.

## Géographie
La Verzée prend sa source à Soudan près de Châteaubriant en Loire-Atlantique. Elle forme ensuite l'étang de Pouancé puis l'étang de Tressé à Pouancé, elle traverse Armaillé, contourne Noëllet, passe en contrebas du Tremblay, traverse Le Bourg-d'Iré, elle reçoit l'Argos à Sainte-Gemmes-d'Andigné et se jette dans l'Oudon à Segré.

## Affluents
- L'Argos

## Informations diverses
- Pente moyenne : 0,13 %
- Barrages : cette rivière est tronçonnée par 16 barrages.

## Qualité de l'eau
La qualité physico-chimique de la Verzée est suivie au niveau de la station débitmétrique de Bourg-d'Iré. Le suivi est assuré par le SATESE (Service d'assistance technique aux exploitants de station d'épuration) du Maine-et-Loire.

## Hydrologie
La Verzée est une rivière très irrégulière, à l'instar de ses voisines de la région de l'ouest du bassin de la Loire, et avant tout de l'Oudon. Son débit a été observé durant une période de 18 ans (1990-2007), au Bourg-d'Iré, localité du département de Maine-et-Loire située peu avant son confluent avec l'Argos puis l'Oudon. La surface ainsi étudiée y est de 205 km2, soit la moitié du bassin versant de la rivière qui s'étend sur 410 km2. Les chiffres suivants ne comprennent pas les débits de son principal affluent, l'Argos.
Le module de la rivière au Bourg-d'Iré est de 1,26 m3/s.
La Verzée présente des fluctuations saisonnières de débit fort marquées, comme très souvent dans le bassin de la Loire. Les hautes eaux se déroulent en hiver et se caractérisent par des débits mensuels moyens allant de 2,03 à 3,78 m3/s, de décembre à mars inclus (avec un maximum très net en janvier). À partir de la seconde partie du mois de mars, le débit baisse rapidement jusqu'aux basses eaux d'été qui ont lieu de juin à la mi-octobre inclus, entraînant une baisse du débit mensuel moyen jusqu'à 0,072 m3/s au mois d'août. Mais ces moyennes mensuelles ne sont que des moyennes et occultent des fluctuations bien plus prononcées sur de courtes périodes ou selon les années.
Aux étiages, le VCN3 peut chuter jusque 0,003 m3/s (3 litres) en cas de période quinquennale sèche, ce qui est très sévère, le cours d'eau étant alors réduit à quelques filets d'eau. Mais ce fait est fréquent parmi les rivières de la région coulant sur le vieux socle armoricain peu perméable.
Les crues peuvent être très importantes, compte tenu de la petitesse du bassin versant. Les QIX 2 et QIX 5 valent respectivement 17 et 28 m3/s. Le QIX 10 est de 36 m3/s, le QIX 20 de 43 m3/s, tandis que le QIX 50 n'a pas été calculé faute de durée d'observation suffisante pour le déterminer valablement.
Le débit instantané maximal enregistré au Bourg-d'Iré a été de 39,8 m3/s le 28 janvier 1995, tandis que la valeur journalière maximale était de 37,6 m3/s le même jour. Si l'on compare la première de ces valeurs à l'échelle des QIX de la rivière, on constate que cette crue de janvier 1995 était un peu plus que décennale, et donc pas du tout exceptionnelle.
La Verzée est relativement peu abondante. La lame d'eau écoulée dans son bassin versant est de 195 millimètres annuellement, ce qui est nettement inférieur à la moyenne d'ensemble de la France, et aussi à la moyenne du bassin de la Loire (plus ou moins 245 millimètres) et de la Mayenne (297 millimètres). Le débit spécifique (ou Qsp) atteint 6,1 litres par seconde et par kilomètre carré de bassin.